# 3ª edizione dei Directors Guild of America Award
La 3ª edizione dei Directors Guild of America Award si è tenuta nel corso del 1951 e ha premiato il migliore regista cinematografico del 1950.

## Cinema
- Joseph L. Mankiewicz – Eva contro Eva (All About Eve)
- John Huston – Giungla d'asfalto (The Asphalt Jungle)
- Vincente Minnelli – Papà diventa nonno (Father's Little Dividend)
- Billy Wilder – Viale del tramonto (Sunset Boulevard)

## Premi speciali

### Premio per il membro onorario
- J.P. McGowan